# Plataforma de recogida de frutas
La plataforma de recogida de frutas o simplemente plataforma es una máquina agrícola que acerca al operario a las ramas del árbol donde se hallan las frutas que recogerá manualmente y depositará en recipientes apropiados (cajones, bins). La altura de elevación y el acercamiento a las ramas se efectúan mecánica o hidráulicamente. Una plataforma permite el trabajo simultáneo de varios operarios.
Hay dos tipos de plataformas: las remolcadas por un tractor, generalmente las más sencillas y sin mecanismo elevador, y las autopropulsadas o automotrices que se desplazan impulsadas por su propio motor. Este proporciona también la energía necesaria para elevar mecánica o hidráulicamente la plataforma y los recipientes. Ambos tipos se van desplazando muy lentamente a lo largo de las filas de los árboles frutales, dando tiempo al o a los operarios a recoger la fruta.
Hay una gran diversidad en estas máquinas, desde las más sencillas que sólo acercan al o a los operarios a las ramas, hasta las muy automatizadas en las que el operario coloca las frutas en una cinta transportadora que las llevan hasta los cajones. Aún las más sencillas ahorran mano de obra pues evitan el uso y traslado de escaleras en la cosecha frutícola. 
Las plataformas de recogida de frutas también se pueden utilizar en la poda de frutales con la misma finalidad de acercar al operario a las ramas a podar. Hay autopropulsadas que incluyen un circuito neumático para acoplar tijeras neumáticas. 